# John E. Fryer
John E. Fryer (* 7. November 1938; † 21. Februar 2003) war ein US-amerikanischer Psychiater und LGBT-Aktivist.
International bekannt wurde er für seine anonym gehaltene Rede im Jahre 1972 bei einer Versammlung der American Psychiatric Association (APA) in Dallas. Er erschien als anonymer Redner unter dem Namen Dr H. Anonymous. Der anonyme Auftritt und die Rede Fryers gelten als ein Schlüsselereignis für die Entscheidung, Homosexualität von der Liste der Geisteskrankheiten aus der Diagnostic and Statistical Manual of Mental Disorders zu nehmen.
Der Preis der American Psychiatric Association John E. Fryer, M.D., Award wurde zu seinen Ehren benannt.

## Leben
Fryer wurde im US-amerikanischen Bundesstaat Kentucky geboren. Nach seiner Schulausbildung studierte er am Transylvania College und an der Vanderbilt University. Fryer besuchte die medizinische Fakultät an der Temple University im Jahre 1967 und wurde sowohl Professor der Psychiatrie als auch Professor für family and community Medizin. 
Fryer erhielt eine Auszeichnung von der Association of Gay and Lesbian Psychiatrists.

## Rede von 1972
Zu einer Zeit, als in den Vereinigten Staaten Homosexualität noch als Geisteskrankheit wissenschaftlich eingeordnet wurde, hielt Fryer 1972 als erster schwuler US-amerikanischer Psychiater eine öffentliche Rede über seine sexuelle Identität. Ein Jahr zuvor hatte der LGBT-Aktivist Franklin E. Kameny auf einer Versammlung der APA bereits gegen die Diagnose der Geisteskrankheit Homosexualität protestiert. 1972 trat Fryer auf der Konferenz der APA mit dem Tagungsthema Psychiatry: Friend or Foe to Homosexuals: A Dialogue anonym auf. Er erschien bei seiner Rede auf der Bühne mit einer Gesichtsmaske, einer Perücke und einem Tuxedo und sprach durch ein Mikrofon, das seine Stimme verzerrte.
Seine Rede begann mit den Worten: I am a homosexual. I am a psychiatrist. Die weitere Rede beschrieb das Leben vieler homosexueller Psychiater innerhalb der APA, die ihre sexuelle Identität aufgrund der Furcht vor Diskriminierung innerhalb der Kollegen versteckten.
Ein Jahr später, 1973, wurde Homosexualität von der Liste der Diagnostic and Statistical Manual of Mental Disorders gestrichen.